# Alexander Ferdinand van Pruisen

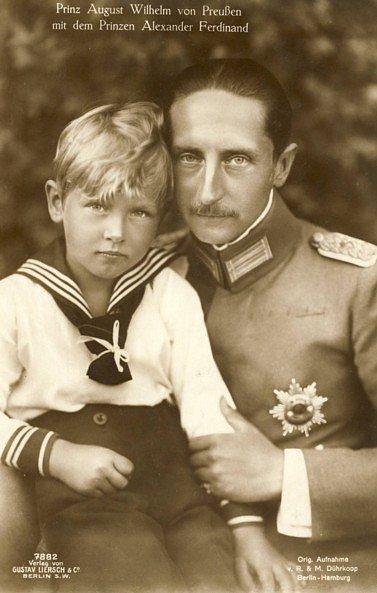
Alexander Ferdinand met zijn vader

Alexander Ferdinand Albrecht Achilles Wilhelm Josef Victor Karel Feodoor van Pruisen (Berlijn, 26 december 1912 – Wiesbaden, 12 juni 1985) was een Pruisische prins uit het huis Hohenzollern.
Hij was het enige kind van prins August Wilhelm van Pruisen en diens vrouw Alexandra van Sleeswijk-Holstein-Sonderburg-Glücksburg. Hij was een kleinzoon van de Duitse keizer Wilhelm II en diens vrouw keizerin Augusta Victoria.
Alexander Ferdinand van Pruisen trouwde hij op 19 december 1938 in Dresden met Armgard Weygand (1912-2001). Het paar kreeg één zoon:
- Stefan Alexander (1939-1993)